# Hermann Hankel
Hermann Hankel   (Halle, 14 de febrer de 1839 - Schramberg, 29 de març de 1873) va ser un matemàtic alemany.

## Biografia
Hankel era fill d'un físic de renom. Va estudiar a les universitats de Leipzig i Göttingen, obtenint el doctorat el 1861 a la primera. El 1863 va obtenir l'habilitació docent a la universitat de Leipzig. Després d'uns anys com a professor adjunt a Leipzig, va estar dos anys coma titular a universitat d'Erlangen, fins que el 1869 va ser nomenat professor titular de la de Tubinga. Va morir prematurament el 1873.
Amb el seu llibre Theorie der complexen Zahlensysteme (Teoria dels sistemes de nombres complexos) (1867) va difondre les idees de Grassmann que havien passat desapercebudes i va aprofundir en el seu estudi.
També sembla haver estat el primer en publicar la demostració del teorema de Stokes.